# Pareherwenemef
Pareheruenemef (també Pre-hir-uonmef, Prehiruenemef, Rehiruenemef) fou el tercer fill de Ramsès II i el segon amb la reina Nefertari i príncep d'Egipte.
Fou un cap militar i va morir abans que el seu pare probablement abans del 30è any de regnat, quant tindria més de 30 anys. Portava el títol de "Primer valent de l'exèrcit" i després de "Primer Conductor de carros del rei".

## Biografia
| pA | ra · Z1 | Hr · Z1 | R14 | a · f | A51 |

| pA | ra · Z1 | Hr · Z1 | R14 | a · f | A51 |

Pareheruenemef va estar present a la batalla de Cadeix i es troba representat al temple d'Abu Simbel. A les inscripcions de Cadeix s’hi esmenta l'incident de quan es van capturar dos espies hitites. L'interrogatori va revelar que l'enemic era molt més a prop del que es pensava. La família reial ho aprofita per a fugir ràpidament cap a l'oest, lluny del perill, dirigida pel príncep Pareheruenemef.
El príncep va ser anomenat "Primer valent de l'exèrcit" i més tard es va convertir en "Superintendent del cavall". Finalment, Pareheruenemef es va convertir en el "Primer auriga de Sa Majestat", càrrec que va compartir amb el seu germà Mentu-her-khepeixhef.
Pareherwenemef apareix representat a la façana del petit temple d'Abu Simbel. També apareix a la façana del palau al Ramesseum. Una base d'estàtua de Karnak esmenta Pareheruenemef. Sobre aquesta mateixa base s'hi esmenta una dona anomenada Wadjyt-khati, tot i que no es coneix la seva relació exacta amb el príncep.
Va morir abans que el seu germà gran Amonherkhepsef i que el seu germanastre Ramessu, ja que després de la seva mort, el príncep hereu següent va ser el quart fill, Khaemwese.